# 志賀潔
志賀潔（日语：／ Shiga Kiyoshi，1871年2月7日—1957年1月25日）是一名日本醫學家和細菌學家，生於江戶時代陸前國宮城郡仙台（今宮城縣仙台市），也是志賀桿菌的發現者。

## 生平
志賀潔出身於仙台藩藩士的家中，原名佐藤直吉，因為過繼至志賀家成為養子，所以改名。志賀家為仙台藩世襲的醫師，他因此繼承了這個家徽。1896年，畢業於日本東京帝國大學醫科大學（今東京大學醫學院）。
1897年，發現志賀桿菌，並於1898年發表論文。
1929年至1931年間，志賀潔擔任首爾京城帝國大學的校長，曾對日本在韓國殖民政府提出健康政策建議。
1944年，成為日本文化勳章得主。
1957年過世後，日本政府追贈第一級瑞寶章。